# یواس‌اس تولدو (اس‌اس‌ان-۷۶۹)
یواس‌اس تولدو (اس‌اس‌ان-۷۶۹) (به انگلیسی: USS Toledo (SSN-769)) یک زیردریایی است که طول آن ۱۱۰٫۳ متر (۳۶۱ فوت ۱۱ اینچ) می‌باشد. این زیردریایی در سال ۱۹۹۳ ساخته شد.